# Granatnik LG1
LG1 – chiński granatnik podwieszany kalibru 35 mm, produkowany przez Hunan Small Arms Institute, znajdujący się na wyposażeniu Chińskiej Armii Ludowo-Wyzwoleńczej.
Granatniki LG1 montowane są m.in. do karabinów automatycznych Typ 95. 